# Expérience d'Ives-Stilwell
L'expérience de Ives-Stilwell met à profit l'effet Doppler transverse (EDT) pour vérifier l'une des conséquences prédites par la relativité restreinte. C'est la première expérience qui confirme directement et de façon quantitative la dilatation du temps. Avec l'expérience de Michelson–Morley et l'expérience de Kennedy–Thorndike, elle constitue l'un des tests fondamentaux de la relativité restreinte. Deux autres tests confirment l'effet Doppler relativiste : les expériences du disque tournant de Mössbauer et les expériences modernes d'Ives-Stilwell.

## Description
Historiquement, c'est Albert Einstein qui a décrit la première fois l'effet Doppler transversal (EDT) dans son article fondamental de 1905. Plus tard, il suggère une expérience pour mesurer les fréquences relatives de la lumière en provenance d'une source lumineuse en mouvement relativement à un observateur. Herbert Eugene Ives et George R. Stilwell (même s'il s'agissait pour eux d'un mouvement de la source dans l'éther, dans le cadre de la « théorie de Lorentz et Larmor ») décident de faire l'expérience et imaginent une façon très ingénieuse de séparer les plus petits EDT des plus importants effets Doppler longitudinaux. L'expérience est réalisée en 1938 et a été refaite à de multiples reprises. Des expériences semblables ont été menées plusieurs fois, avec une précision de plus en plus élevée, par Otting en 1939, par Mandelberg et al. en 1962 et par Hasselkamp et al. en 1979.
Ives observe qu'il est pratiquement impossible de mesurer l'EDT en ce qui concerne les rayons de lumière émis par les rayons anodiques, à angles droits de la direction du déplacement de ces rayons (comme Einstein l'a envisagé plus tôt), car l'influence de l'effet longitudinal est techniquement difficile à éliminer. Il met donc au point une méthode pour observer l'effet dans la direction longitudinale du déplacement des rayons anodiques. Si par hypothèse la vitesse de la lumière est constante par rapport à l'observateur (selon la théorie classique), alors le décalage Doppler observé pour les deux fréquences vers l'avant et vers l'arrière du corps en déplacement sera {\displaystyle {\tfrac {f'}{f}}={\tfrac {c}{c\pm v}}}, où v est la vitesse du corps. Selon la relativité restreinte, les deux fréquences sont aussi modifiées par un décalage vers le rouge (correction du facteur de Lorentz). 
Lorsque cette relation est modifiée de manière à faire apparaître la longueur d'onde plutôt que la fréquence, la théorie classique prédit un décalage vers le rouge de {\displaystyle 1+{\tfrac {v}{c}}} et un décalage vers le bleu de {\displaystyle 1-{\tfrac {v}{c}}}. Si les trois fréquences (vers le rouge, vers le bleu et normale) sont inscrites sur une échelle linéaire, les trois devraient être uniformément espacées selon la théorie classique :
Mais si la lumière est décalée selon les prédictions de la relativité spéciale, la correction de Lorentz implique que les deux marques aux extrémités seront déplacées dans la même direction par rapport à la marque centrale :
Ives et Stilwell découvrent un décalage notable du centre de gravité des trois marques et concluent que la relation de Doppler ne respecte pas la prédiction de la théorie classique. Leur approche présente deux avantages : 
1. Il n'est pas nécessaire de connaître exactement la valeur de la vitesse (laquelle peut dépendre de la théorie) ;
2. Il n'y a aucune nécessité de comprendre ou d’interpréter les effets de l'aberration angulaire, tel que pourrait l'exiger une analyse d'un vrai test transversal. Un tel test sera réalisé presque 40 ans plus tard par Hasselkamp, en 1979.

## Expériences du disque tournant de Mössbauer
Effet Doppler relativiste
Une confirmation plus précise de l'effet Doppler relativiste sera obtenu par les expériences du disque tournant de Mössbauer. Depuis une source située au centre d'un disque en rotation, des rayons gamma sont envoyés à un récepteur situé sur le bord du disque (dans certaines expériences, les deux sont inversés). À cause de la vitesse du récepteur, la fréquence d'absorption décroît si l'EDT existe. Cet effet a été observé à l'aide de l'effet Mössbauer. La déviation maximale pour la dilatation du temps est de {\displaystyle \scriptstyle 10^{-5}}, une précision nettement plus élevée que le {\displaystyle \scriptstyle 10^{-2}} obtenu lors des expériences d'Ives-Stilwell. De telles expériences ont été menées par Hay et al. en 1960, par Champeney et al. en 1963 et 1965, et Kündig en 1963.
Isotropie de la vitesse de la lumière
Des expériences du disque tournant de Mössbauer ont servi à détecter une hypothétique anisotropie de la vitesse de la lumière. C'est-à-dire qu'un vent d'éther devrait perturber la fréquence d'absorption. Cependant, comme pour les autres expériences qui ont tenté de démontrer l'existence d'un tel vent (par exemple, l'expérience de Michelson-Morley), les résultats ont été négatifs, imposant une limite maximale de 3 à 4 m/s à la vitesse du vent. De telles expériences ont été menées par Champeney et Moon en 1961, Champeney et al. en 1963 et Turner et Hill en 1964.

## Expériences modernes

### Horloges se déplaçant rapidement
Une meilleure précision a été obtenue à l'aide d'expériences modernes qui répliquent en partie l'expérience d'Ives-Stilwell. Dans un anneau de stockage à ions lourds, tel le TSR de l'Institut Max-Planck de physique nucléaire, le décalage Doppler des ions de lithium qui voyagent à haute vitesse peut être mesuré en utilisant la spectroscopie de saturation. À cause de la lumière à hautes fréquences qu'ils émettent, ces ions sont assimilés à des horloges atomiques optiques de haute précision.
| Auteur           | Année | Vitesse | Déviation maximale de la dilation du temps          |
| ---------------- | ----- | ------- | --------------------------------------------------- |
| Grieser et al.   | 1994  | 0,064c  | {\displaystyle \scriptstyle \leq 1\times 10^{-6}}   |
| Saathoff et al.  | 2003  | 0,064c  | {\displaystyle \scriptstyle \leq 2,2\times 10^{-7}} |
| Reinhardt et al. | 2007  | 0,064c  | {\displaystyle \scriptstyle \leq 8,4\times 10^{-8}} |
| Novotny et al.   | 2009  | 0,34c   | {\displaystyle \scriptstyle \leq 1.3\times 10^{-6}} |

### Horloges se déplaçant lentement
Également, des mesures sur la dilatation du temps ont été réalisées en étudiant des objets se déplaçant à des vitesses de tous les jours. Par exemple, Chou et al. en 2010 ont utilisé des ions d'aluminium stockés dans deux pièges électrostatique distincts pour former un couple d'horloges ultra stables. Les deux horloges étaient situées dans deux laboratoires distincts reliés par une fibre optique longue de 75 m, l'une au repos et l'autre en mouvement. Ces horloges atomiques optiques émettent de la lumière à des fréquences connues et la sensibilité des appareils donne une précision de 10−17. En conséquence, il a été possible de mesurer un décalage de la fréquence causé par la dilatation du temps de 10−16 à des vitesses relatives inférieures à 36 km/h (< 10 m/s).